# Companhia de Electricidade de Macau
Companhia de Electricidade de Macau – CEM, S.A. (CEM) é uma empresa privada de serviço público que detém a concessão exclusiva para transportar, distribuir e vender energia eléctrica em baixa, média e alta tensão em Macau. Além disso, a CEM tem ainda uma capacidade de produção instalada de 472MW.

## História
De 1906 a 1972, o serviço de fornecimento de energia eléctrica foi gerido pela Macao Electric Lighting Company Ltd., empresa sediada em Hong Kong. Em 1972, devido ao não-cumprimento do contrato de concessão com a antiga administração portuguesa, a empresa foi substituída pela CEM.
A CEM foi reestruturada com o apoio da antiga administração portuguesa em 1982. Já em 1985, a CEM assinou o contrato de concessão por 25 anos. Desde então, tem acumulado sucessos em termos de eficácia de custos e tecnologia.
Em Novembro de 2010, o governo da RAE de Macau e a CEM assinaram a Extensão do Contrato de Concessão por mais 15 anos. Os novos termos do contrato entraram em vigor a 1 de Dezembro de 2010.

## Símbolo
O logótipo da CEM representa três linhas curvas fulgurantes, enérgicas e bem definidas que se aproximam do espectador. Estes símbolos movimentam-se num conjunto harmónico, por vezes lado a lado, por vezes convergindo, outras vezes em separado, mas sempre em progressão numa mesma direcção. O logótipo da empresa faz uma afirmação forte que celebra as três mais importantes relações da empresa; com os seus clientes, com Macau e com os seus empregados. Simples e poderosa, a marca exibe o amarelo para representar energia e poder, e um vermelho auspicioso, que simboliza a prosperidade.

## Produção
A infra-estrutura de produção da CEM é composta por três centrais térmicas localizadas respectivamente na península de Macau, a Central Térmica de Macau (CMC) e duas na ilha de Coloane, nomeadamente a Central Térmica de Coloane A (CCA) e a Central Térmica de Coloane B (CCB). Em conjunto, a CEM tem uma capacidade produtiva instalada de 472 MW.
As tecnologias produtivas predominantemente usadas são os geradores a diesel de baixa velocidade (CCA) utilizando fuelóleo pesado, e as turbinas a gás de ciclo combinado (CCB), que utilizam gás natural.

## Transporte e Distribuição
A rede de transporte de energia eléctrica de Macau consiste em 19 subestações primárias, duas interligações de 110kV com as subestações de Zhuhai e Nanping, uma interligação de 220kV com as subestações de Gongbei e Zhuhai no continente. A rede de alta tensão consiste em 231 km, constituída por cabos de 66kV e 110kV.
A rede de distribuição de média tensão de 11kV compõe-se de 35 estações de comutação e 1200 postos de transformação (11kV/400V) ligados por cabos com um comprimento total de 582 quilómetros.
A rede de distribuição de baixa tensão é constituída por 762 quilómetros de cabos. Grande parte da rede energética da CEM é constituída por cabos subterrâneos.

## Desempenhos
A fiabilidade do serviço de fornecimento de energia eléctrica da CEM mantém-se a níveis mundiais de topo. O Índice de Disponibilidade Média do Serviço (ASAI) atingiu os 99,9998% em 2010. O Índice da Duração Média dos Tempos de Interrupção (SAIDI) apresentou indicadores tão reduzidos como 1,04 minutos.
A CEM estabeleceu e implementou um Sistema de Gestão Integrada com o total das três Certificações de Sistemas de Gestão, ISO 9001, ISO 14001[ligação inativa] e OHSAS 18001[ligação inativa]. A CEM foi a primeira empresa de serviço público em Macau e a primeira companhia de electricidade em Hong Kong e Macau a obter a certificação ISO 14064, Sistema de Gestão de Gases com Efeito de Estufa, ao implementar acções concretas e sistemáticas para redução da emissão de gases com efeito de estufa.

## Link externo
- «Sítio oficial»